# Mędrzyny
Mędrzyny (deutsch Mendrienen) ist ein Ort in der polnischen Woiwodschaft Ermland-Masuren. Er gehört zur Gmina Purda (Landgemeinde Groß Purden) im Powiat Olsztyński (Kreis Allenstein).

## Geographische Lage
Mędrzyny liegt am Westufer des Koschno-See (1938 bis 1945 Kösnicksee, polnisch Jezioro Kośno) im Westen der Woiwodschaft Ermland-Masuren, 19 Kilometer südöstlich der Kreis- und Woiwodschaftshauptstadt Olsztyn (deutsch Allenstein).

## Geschichte
Der kleine Ort Andrä – vor 1785 Andreä, um 1785 Mendrinen, nach 1785 Mendrynen genannt – war bis 1800 ein Dorf, danach eine Mühle und bis 1945 eine Försterei. Im Jahre 1820 wurde eine „köllmische Mühle im Königlichen Amt Allenstein“ mit vier Feuerstellen bei 17 Einwohnern erwähnt.
Am 7. Mai 1874 wurde aus den Landgemeinden Koschno (polnisch Kośno) und Mendrienen sowie dem Gutsbezirk Purden (Forst) (Purda Leśna) der Amtsbezirk Oberförsterei Purden im ostpreußischen Kreis Allenstein gebildet.
Bei der Volkszählung am 1. Dezember 1905 kommt das Forsthaus Mendrienen auf 1 Wohnstätte bei 7 Einwohnern. War Mendrienen bis dahin ein Wohnplatz im Gutsbezirk Oberförsterei Purden, so wurde es am 30. September 1929 in die Landgemeinde Klein Purden (polnisch Purdka) überstellt.
Im Jahre 1945 kam Mendrienen in Kriegsfolge mit dem gesamten südlichen Ostpreußen zu Polen. Der kleine Ort erhielt die polnische Namensform „Mędrzyny“ und ist heute in die Landgemeinde Purda (Groß Purden) im Powiat Olsztyński (Kreis Allenstein) eingegliedert, von 1975 bis 1998 der Woiwodschaft Olsztyn, seither der Woiwodschaft Ermland-Masuren zugehörig.

## Kirche
Bis 1945 war Mendrienen in die evangelische Kirche Neu Bartelsdorf (polnisch Nowa Wieś) in der Kirchenprovinz Ostpreußen der Kirche der Altpreußischen Union, außerdem in die römisch-katholische Kirche Groß Purden (polnisch Purda) im damaligen Bistum Ermland eingepfarrt.
Der Bezug Mędrzynys zu beiden Gottesdienstorten besteht heute: zur evangelischen und jetzt Christus-Erlöser-Kirche genannten Kirche  in Olsztyn, der Diözese Masuren der Evangelisch-Augsburgischen Kirche in Polen zugeordnet, sowie katholischerseits in die Erzengel-Michael-Kirche in Purda im jetzigen Erzbistum Ermland.

## Verkehr
Mędrzyny ist mit Purdka (Klein Purden) und Purda Leśna (Purden (Forst)) mit einem Landweg verbunden, der nördlich des Ortes die polnische Landesstraße 53 (einstige deutsche Reichsstraße 134) kreuzt. Eine Bahnanbindung besteht nicht.